# 安孝炼
安孝炼（안효연，1978年4月16日—），出生于韩国仁川广域市，韩国足球运动员，曾经入选韩国国家足球队，现在效力于印尼球会棉兰之星。

## 俱乐部生涯
安孝炼大学毕业后在日本球队京都不死鸟开始职业足球生涯。之后他回到韩国，曾经在釜山I'cons、水原三星、城南一和和全南天龙效力。2009年6月加盟日本职业足球乙级联赛球队横滨FC，身披10号球衣，但表现平平，出场18次打进3球，其中两个为点球。赛季结束后，他和横滨FC解约，成为自由球员。2010年1月22日据韩国媒体报道，安孝炼来到中国试训天津泰达队，但并未能获得成功。之后他转投新加坡联赛球队内政联，在为球队出场一次后又转会加盟印尼球会佩塞拉。2011年，安孝炼加盟另一支印尼球会棉兰之星。

## 国家队生涯
安孝炼曾经入选韩国U20国家队和韩国国奥队。1998年11月22日，他在上海中韩对抗赛韩国0比0战平中国国家队的比赛首次代表国家队出场。2000年4月5日，安孝炼在2000年亚洲杯足球赛预选赛9比0击败老挝的比赛中打进代表国家队的第一个进球。